# Fritz Creek
Pour les articles homonymes, voir Fritz.
Fritz Creek est une census-designated place du borough de la péninsule de Kenai en Alaska aux États-Unis. Sa population était de 1 932 habitants en 2010.
Elle est située 11 km au nord-est d'Homer, sur la Sterling Highway, au pied de la montagne Bald.
Les températures moyennes vont de −10 °C à −3 °C en janvier et de 7 °C à 18 °C en juillet.
Son nom a été référencé en 1904. La majorité de ses habitants travaillent et s'approvisionnent à Homer.

## Démographie
| 1970 | 1980 | 1990  | 2000  | 2010  | - |
| ---- | ---- | ----- | ----- | ----- | - |
| 27   | 302  | 1 426 | 1 603 | 1 932 | - |